# Kyshawn George
Kyshawn Shanty Alonzo George (Aigle, 12 de dezembro de 2003) é um jogador suíço-canadense de de basquete profissional que atualmente joga no Washington Wizards da National Basketball Association (NBA).
Ele jogou basquete universitário pela Universidade de Miami e foi selecionado pelo New York Knicks como a 24º escolha geral no draft da NBA de 2024.

## Início da vida e carreira
George nasceu em 12 de dezembro de 2003 e cresceu em Monthey, Suíça. Ele fez parte do time que venceu o campeonato suíço de basquete sub-16 em 2016. Mais tarde, ele se mudou para a França e jogou quatro anos no Élan Chalon.
Pelo time sub-21 em 2022-23, ele teve médias de 17,6 pontos, 6,5 rebotes, 3,8 assistências e 2,4 roubos de bola com o time, sendo nomeado para a Primeira-Equipe da Liga Sub-21. Com a primeira equipe, ele teve média de 2,9 pontos e jogou em 16 jogos na temporada de 2022–23.
George frequentou o Lycée Emiland Gauthey em Chalon-sur-Saône, França. Ele teve um surto de crescimento no ensino médio, indo de uma altura de 1,73 m para 1,96 m e 2,01 m quando entrou na universidade. Ele se comprometeu a jogar basquete universitário nos Estados Unidos pela Universidade de Miami em abril de 2023, sendo classificado como um prospecto de três estrelas.

## Carreira universitária
Inicialmente um reserva, George se tornou titular no meio de sua temporada de calouro em Miami devido a lesões e logo se tornou um jogador de ponta, recebendo atenção como um potencial prospecto do draft da NBA de 2024. Após sua temporada de calouro, ele se declarou para o draft.

## Carreira profissional

### Washington Wizards (2024–Presente)
Em 26 de junho de 2024, George foi selecionado pelo New York Knicks como a 24ª escolha geral no draft da NBA de 2024, no entanto, imediatamente ele foi negociado para o Washington Wizards pelas 26ª e 51ª escolhas gerais. Em 6 de julho, ele assinou um contrato 4 anos e US$14.3 milhões com os Wizards.

## Carreira na seleção
Aos 13 anos, George jogou pela Seleção Suiça Sub-16. Mais tarde, ele jogou seis partidas pela equipe na Divisão B do EuroBasket Sub-16 de 2019.

## Estatísticas da carreira

### Universidade
| Ano     | Equipe | PJ | PT | MPJ  | AP   | 3P   | LL   | RT  | AS  | BR | TO | PPJ |
| ------- | ------ | -- | -- | ---- | ---- | ---- | ---- | --- | --- | -- | -- | --- |
| 2023–24 | Miami  | 31 | 16 | 23.0 | .426 | .408 | .778 | 3.0 | 2.2 | .9 | .4 | 7.6 |